# Utopie technologique
L'utopie technologique (souvent appelée  techno-utopie) est une idéologie fondée sur la prémisse que les progrès des sciences et des technologies peuvent et doivent déboucher sur une utopie, c'est-à-dire une réalité idéale et sans défaut.
Une techno-utopie est donc une société idéale, dans laquelle les lois, le gouvernement et les conditions sociales fonctionnent uniquement pour le bénéfice et le bien-être de tous les citoyens, dans un avenir proche ou lointain, à mesure que l'avancement des sciences (celles de la nature, autrement dit de la vie, de la matière ou de la Terre ; les Sciences humaines et sociales ; etc.) et des technologies permettent la réalisation de ces idéaux ; par exemple, on y atteint l'économie de l'abondance, les transformations de la nature humaine, l'évitement ou la prévention de la maladie, de la souffrance et même de la mort.
L'utopie technologique est souvent liée à d'autres discours présentant les technologies en tant qu'agents de changement social et culturel, tel que le déterminisme technologique.
L'utopie technologique ne nie pas les problèmes que la technologie peut causer, mais croit fermement que la technologie permet à l'humanité de faire des progrès sociaux, économiques, politiques et culturels. Dans l'ensemble, l'utopie technologique considère les impacts de la technologie comme extrêmement positifs.
À la fin du XXe et du début du XXIe siècle, plusieurs idéologies et mouvements, tels que la contre-culture cyberdélique (en), l'Idéologie californienne, le transhumanisme et le singularitarisme, ont émergé en promouvant une forme de techno-utopie comme objectif atteignable.
Le critique culturel Imre Szeman (en) soutient que l'utopie technologique est un métarécit irrationnel parce qu'il n'y a pas de preuves pour le soutenir. Il conclut que l'utopie technologique montre à quel point les sociétés modernes font confiance au progrès pour surmonter les problèmes, malgré toutes les preuves du contraire.

## Histoire

### Du XIXeau milieu du XXesiècle
Karl Marx pensait que la science et la démocratie étaient les mains droite et gauche de ce qu'il appelait le passage du domaine de la nécessité au domaine de la liberté. Il soutenait que les progrès de la science contribuaient à délégitimer le règne des rois et le pouvoir de l'Église chrétienne.
Les libéraux, les socialistes et les républicains du XIXe siècle ont souvent adhéré à la techno-utopie. Des radicaux comme Joseph Priestley ont poursuivi des recherches scientifiques tout en prônant la démocratie. Robert Owen, Charles Fourier et Henri de Saint-Simon, au début du XIXe siècle, ont inspiré les communalistes avec leurs visions d'une future évolution scientifique et technologique de l'humanité faisant appel à la raison. Les radicaux se sont emparés de l'évolution darwinienne pour valider l'idée de progrès social. Le socialisme utopique d'Edward Bellamy dans Cent ans après ou l'An 2000, qui a inspiré des centaines de clubs socialistes aux États-Unis à la fin du XIXe siècle et un parti politique national, était aussi hautement technologique que l'imagination de Bellamy. Pour Bellamy et la Société fabienne, le socialisme devait devenir un corollaire indolore du développement industriel.
Marx et Engels y entrevoyaient plus de douleur et de conflit, mais étaient en accord avec la fin inévitable. Les marxistes soutenaient que les progrès de la technologie préparaient le terrain non seulement pour la création d'une nouvelle société, avec des relations de propriété différentes, mais aussi pour l'émergence de nouveaux êtres humains reconnectés à la nature et à eux-mêmes.Pour les prolétaires émancipés, la priorité était « d'augmenter le plus rapidement possible les forces productives totales ». La gauche du XIXe et du début du XXe siècle, des sociaux-démocrates aux communistes, était axée sur l'industrialisation, le développement économique et la promotion de la raison, de la science et de l'idée de progrès.
Certains utopistes technologiques ont promu l'eugénisme. Soutenant que dans les études sur les familles, comme les Jukes (en) et les Kallikaks (en), la science avait prouvé que de nombreux traits tels que la criminalité et l'alcoolisme étaient héréditaires, beaucoup préconisaient la stérilisation de ceux qui présentaient des traits négatifs. Des programmes de stérilisation forcée ont été mis en place dans plusieurs États des États-Unis.
H.G. Wells dans des ouvrages tels que The Shape of Things to Come a encouragé l'utopisme technologique.
Les horreurs du XXe siècle - à savoir les dictatures fascistes et communistes et les guerres mondiales - ont poussé beaucoup de gens à abandonner leur optimisme. L'Holocauste, comme l'a souligné Theodor W. Adorno, a semblé briser l'idéal de Condorcet et d'autres penseurs du siècle des Lumières, qui assimilaient communément le progrès scientifique au progrès social.

### À la fin du XXe siècle et au début du XXIe siècle
« Le Goliath du totalitarisme sera abattu par le David de la micropuce. »
Ronald Reagan, The Guardian, 14 juin 1989
Un mouvement de techno-utopisme a recommencé à fleurir dans la culture point-com des années 1990, en particulier sur la côte ouest des États-Unis, autour de la Silicon Valley.
L'Idéologie californienne était un ensemble de croyances combinant les attitudes bohémiennes et antiautoritaires de la contre-culture des années 1960 avec le techno-utopisme et le soutien aux politiques économiques libertaires. Elle était reflétée, rapportée et même activement promue dans les pages du magazine Wired, fondé à San Francisco en 1993 et qui a servi pendant plusieurs années de bible à ses adhérents,,.
Cette forme de techno-utopisme reflétait la conviction que le changement technologique révolutionne les affaires humaines et que la technologie numérique - dont l'Internet n'était qu'un modeste présage - augmenterait la liberté personnelle en libérant l'individu de l'emprise rigide des grands gouvernements bureaucratiques. Les « travailleurs du savoir autonomes » rendraient les hiérarchies traditionnelles superflues ; les communications numériques leur permettraient de s'échapper de la ville moderne, un « vestige obsolète de l'ère industrielle »,,.
Des formes similaires d'utopisme numérique sont souvent entrées dans les messages politiques des partis politiques et des mouvements sociaux qui désignent le Web ou, plus largement, les nouveaux médias comme des signes avant-coureurs de changements politiques et sociaux. Ses partisans affirment qu'il a transcendé les distinctions conventionnelles droite/gauche en politique en rendant la politique obsolète. Cependant, le techno-utopisme a attiré de manière disproportionnée des adhérents de l'extrémité droite du spectre politique libertaire. Par conséquent, les techno-utopistes ont souvent une hostilité envers la réglementation gouvernementale et une croyance en la supériorité du système de libre marché. Parmi les oracles importants du techno-utopisme figurent George Gilder et Kevin Kelly, un éditeur de Wired qui a également publié plusieurs livres,,.
À la fin des années 1990, lors du boom des start-ups Internet, lorsque la bulle Internet a fait naître l'idée qu'une ère de prospérité permanente était arrivée, le techno-utopisme a fleuri, généralement parmi le petit pourcentage de la population qui était employé par des start-ups Internet et/ou possédait de grandes quantités d'actions de haute technologie. Avec l'effondrement qui a suivi, nombre de ces techno-utopistes point-com ont dû réviser certaines de leurs croyances face au retour évident de la réalité économique traditionnelle,.
À la fin des années 1990 et surtout au cours de la première décennie du 21e siècle, le technoréalisme et le techno-progressivisme se sont imposés parmi les partisans du changement technologique en tant qu'alternatives au techno-utopisme,. Cependant, l'utopisme technologique persiste au 21e siècle en raison des nouveaux développements technologiques et de leur impact sur la société. Par exemple, plusieurs journalistes technologiques et commentateurs sociaux, comme Mark Pesce (en), ont interprété le phénomène WikiLeaks et les révélations de télégrammes de la diplomatie américaine par WikiLeaks au début de décembre 2010 comme un précurseur ou une incitation à la création d'une société techno-utopienne transparente. Le cyberutopisme, inventé par Evgeny Morozov, en est une autre manifestation, notamment en ce qui concerne l'Internet et les réseaux sociaux.

## Principes
Bernard Gendron, professeur de philosophie à l'Université du Wisconsin à Milwaukee, définit ainsi les quatre principes de l'utopie technologique moderne: 
- nous vivons actuellement une révolution technologique (post-industrielle) ;
- dans l'ère post-industrielle, la croissance technologique sera au moins soutenue ;
- dans l'ère post-industrielle, la croissance technologique conduira à la fin de la pénurie économique ;
- l'élimination de la rareté économique conduira à l'élimination de tous les maux sociaux majeurs.

Rushkoff présente de multiples affirmations qui entourent les principes de base de l'utopisme technologique :
- La technologie reflète et encourage les meilleurs aspects de la nature humaine, en favorisant « la communication, la collaboration, le partage, la serviabilité et l'esprit communautaire »[18].
- La technologie améliore nos communications interpersonnelles, nos relations et nos communautés. Les premiers internautes partageaient leurs connaissances de l'Internet avec leur entourage.
- La technologie démocratise la société. L'élargissement de l'accès aux connaissances et aux compétences a permis de relier les personnes et l'information. L'élargissement de la liberté d'expression a créé « le monde en ligne... dans lequel nous sommes autorisés à exprimer nos propres opinions »[19]. La réduction des inégalités de pouvoir et de richesse signifie que tout le monde a un statut égal sur Internet et est autorisé à se réaliser autant que toute autre personne.
- La technologie progresse inévitablement. L'interactivité issue des inventions telles que la télécommande de la télévision, du joystick du jeu vidéo , de la souris et du clavier d'ordinateur a accéléré le progrès.
- Les effets imprévus de la technologie sont positifs. Au fur et à mesure que les gens découvraient l'Internet, ils profitaient du fait d'être liés à des millions de personnes et transformaient l'Internet en une révolution sociale. Le gouvernement a rendu l'Internet public, et son « effet secondaire social... [est devenu] sa principale caractéristique »[18].
- La technologie augmente l'efficacité et le choix du consommateur. La création de la télécommande de la télévision, du joystick de jeu vidéo et de la souris d'ordinateur a libéré ces technologies et a permis aux utilisateurs de les manipuler et de les contrôler, leur donnant ainsi beaucoup plus de choix.
- Les nouvelles technologies peuvent résoudre les problèmes créés par les anciennes technologies. Les réseaux sociaux et les blogues ont été créés à la suite de l'effondrement de la bulle Internet, où des entreprises ont tenté de mettre en place des systèmes pyramidaux aux dépens des consommateurs.

## Critiques
Les critiques de la techno-utopie affirment que l'identification du progrès social au progrès scientifique par la techno-utopie est une forme de positivisme et de scientisme. Les critiques soulignent que les promoteurs de cette utopie ont tendance à se concentrer sur les effets négatifs de l'ingérence du gouvernement tout en ignorant les effets positifs de la réglementation des entreprises. Ils soulignent également que les défenseurs de la techno-utopie ignorent les impacts de la technologie sur l'environnement et que la technologie ne bénéficie pas à une grande partie du monde qui n'y a pas accès (voir la fracture numérique),,.
Dans son étude de 2010 intitulée System Failure : Oil, Futurity, and the Anticipation of Disaster (Défaillance du système : le pétrole, l'avenir et l'anticipation des catastrophes), Imre Szeman (en), titulaire de la chaire de recherche du Canada en études culturelles, soutient que l'utopie technologique est l'un des récits sociaux qui empêchent les gens d'agir sur la base de leurs connaissances concernant les effets du pétrole sur l'environnement.
Dans le cadre de la crise climatique, plusieurs discours sont dénoncés du fait qu'ils sont technosolutionnistes et font trop confiance au progrès technologique.
Dans un article controversé intitulé « Techno-Utopians are Mugged by Reality » (Les techno-utopistes sont agressés par la réalité), le Wall Street Journal explore le concept de violation de la liberté d'expression en fermant les médias sociaux pour mettre fin à la violence. À la suite du pillage de villes britanniques, le premier ministre britannique David Cameron a fait valoir que le gouvernement devrait avoir la possibilité de fermer les médias sociaux pendant les périodes de criminalité afin de pouvoir contenir la violence. Un sondage a été réalisé pour savoir si les utilisateurs de Twitter préféreraient que le service soit temporairement fermé ou qu'il reste ouvert afin qu'ils puissent discuter de la célèbre émission de télévision The X Factor. Le sondage a montré que les utilisateurs de Twitter optaient pour The X Factor. Les effets sociaux négatifs de l'utopie technologique sont que la société est tellement dépendante de la technologie que nous ne pouvons tout simplement plus nous en passer, même pour le plus grand bien. Alors que de nombreux techno-utopistes aimeraient croire que la technologie numérique est pour le plus grand bien, elle peut également être utilisée de manière négative pour nuire au public.
D'autres critiques de la techno-utopie portent sur les relations humaines. Les critiques suggèrent que la techno-utopie peut réduire les contacts humains, conduisant à une société distante. Une autre préoccupation est le degré de confiance que la société peut accorder à ses technologies dans ces contextes de techno-utopie. Ces critiques sont parfois qualifiées d'anti-utopie technologique ou de techno-dystopie.
Aujourd'hui même, on peut constater les effets sociaux négatifs de l'utopie technologique. Les communications médiatisées telles que les appels téléphoniques, la messagerie instantanée et les SMS sont des étapes vers un monde utopique dans lequel on peut facilement contacter une autre personne, quel que soit le moment ou le lieu. Cependant, la communication médiatisée supprime de nombreux aspects qui sont utiles pour le transfert des informations. Dans l'état actuel des choses, la plupart des textes, des messages électroniques et des messages instantanés offrent moins d'indices non verbaux sur les sentiments de l'interlocuteur que les rencontres en face à face. Il est donc facile de mal utiliser la communication médiatisée et de ne pas transmettre correctement le message prévu. En l'absence de ton, de langage corporel et de contexte environnemental, le risque de malentendu est beaucoup plus élevé, ce qui rend la communication inefficace. En fait, la technologie de la médiation peut être vue d'un point de vue dystopique, car elle peut nuire à une communication interpersonnelle efficace.
Ces critiques ne s'appliqueraient qu'aux messages susceptibles d'être mal interprétés, car toute communication textuelle ne nécessite pas d'indices contextuels. Les limites du manque de ton et de langage corporel dans la communication textuelle sont susceptibles d'être atténuées par les versions plus avancées de communication numérique comme la visiophonie et la réalité augmentée.